# Jean Claude Adrien Helvétius

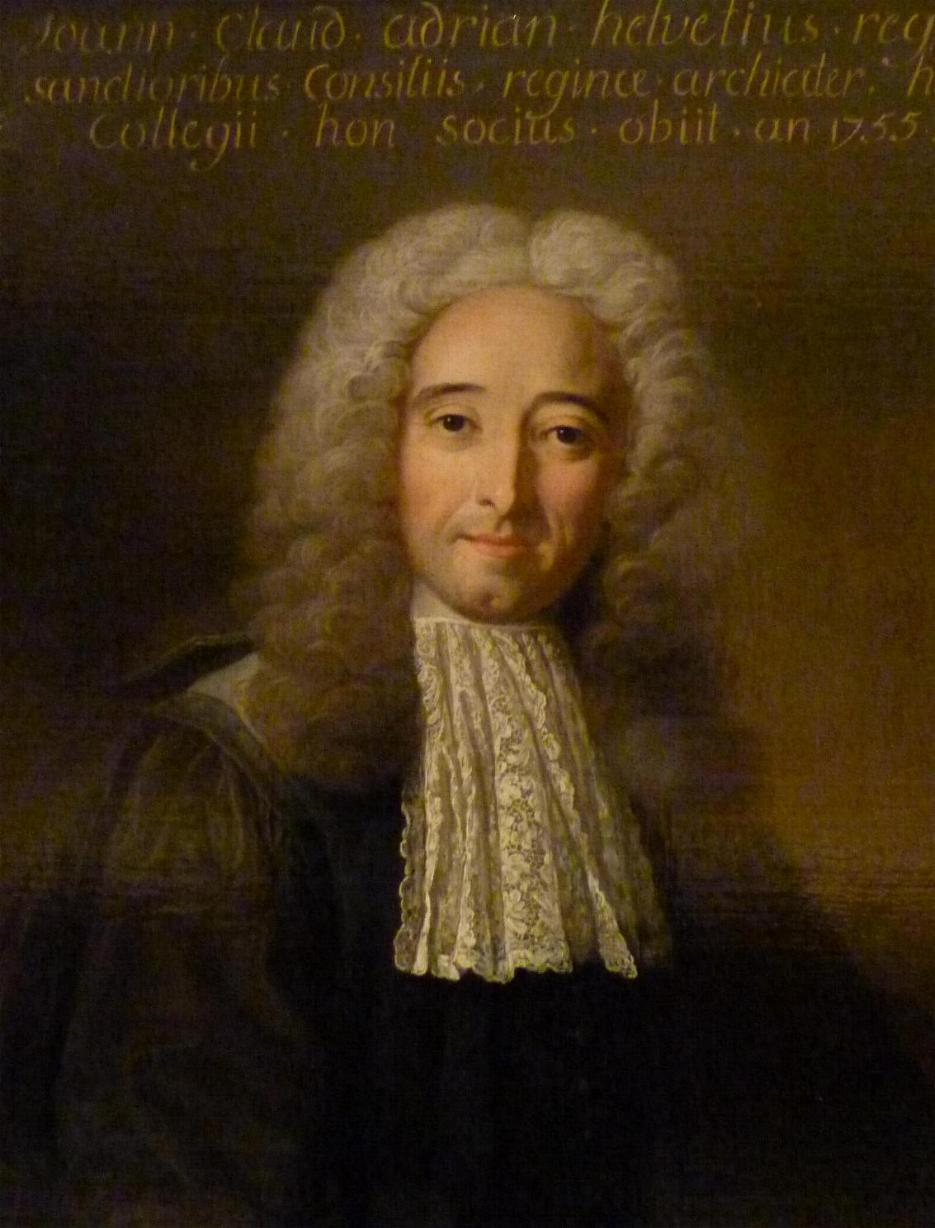
Jean Claude Adrien Helvétius

Jean Claude Adrien Helvétius (* 18. Juli 1685 in Paris; † 17. Juli 1755 ebenda) war ein französischer Arzt.

## Leben und Wirken
Jean Claude Adrien Helvétius war der Sohn des Arztes Jean Adrien Helvétius (1662–1727). 1708 erhielt er in Paris den medizinischen Doktortitel. 1713 kaufte sein Vater ihm den Titel eines Arztes des Königs („premier médecin du roi par quartier“). Als Dank für eine erfolgreiche Behandlung des Königs wurde er zum Staatsrat (Conseiller d’État), General-Inspekteur der Hospitäler und Arzt der Königin ernannt. Sein Sohn war der Arzt-Philosoph Claude Adrien Helvétius.
Mit dem Arzt Jean Besse hatte Helvetius eine Auseinandersetzung über Passagen aus seinem Werk „Idée générale de l’économie animale.“ Helvetius hatte darin behauptet, dass Entzündungen bei der Passage des Blutes durch die Lymphgefäße entstehen würden. Besse gab an, Helvetius habe diese These den Werken Boerhaaves entnommen, ohne  diesen zu zitieren. Im Übrigen entstehe eine Entzündung durch Verstopfung der Blutkapillaren.
Er war Mitglied der Académie des sciences in Paris.

## Werke (Auswahl)
- Idée générale de l’économie animale, et observations sur la petite-vérole. Paris 1722 (Digitalisat)
- Principia Physico-Medica. D. A. Pierres, Paris 1752. Band I (Digitalisat). Band II (Digitalisat)